# لا کاسیتا (تگزاس)
لا کاسیتا (به انگلیسی: La Casita) یک منطقهٔ مسکونی در ایالات متحده آمریکا است که در تگزاس واقع شده‌است. لا کاسیتا ۱۲۸ نفر جمعیت دارد.